# مردم خینالیق
مردم خینالیق (ترکی آذربایجانی: Xınalıqlılar) (خینالیقی: кеттитурдур و кетш халх) از مردمان بومی قفقازی ساکن در جمهوری آذربایجان هستند و به زبان خینالیقی که یکی از زبان‌های قفقازی شمال شرقی است سخن می‌گویند. مردم خینالیق بومی شهرستان قوبا هستند و بیشتر در روستای اصلی آن‌ها خینالیق و روستاهای پیرامون آن زندگی می‌کنند. مردم خینالیق از جمله اقوامی هستند که به طور سنتی اقوام شاه‌داغ (همراه با مردم بودوخ و مردم کریتس) نامیده‌اند.